# Trochus camelophorus
Trochus camelophorus is een slakkensoort uit de familie van de Trochidae. De wetenschappelijke naam van de soort werd voor het eerst geldig gepubliceerd in 1906 door Webster.